# 20C busz (Szombathely)
A szombathelyi 20C jelzésű autóbusz a Vasútállomás – Városháza – Brenner Tóbiás körút – Szűrcsapó utca – Vasútállomás útvonalon közlekedett 2025. február 1-ig, körjáratként, ellentétes irányban pedig 20A számmal. A vonalat a Blaguss Agora üzemeltette.

## Története
2022. augusztus 1-től a körjáratok átszervezésre kerültek. A 2A és 2C járatok a Szűrcsapó utca helyett a Váci Mihály utcán, míg a 29A és 29C járatok a Szűrcsapó utcán keresztül közlekednek, a Joskar-Ola városrész érintésével. A 2A és 2C tanítási napokon, a Városházát érintő indulásai 20A és 20C jelzést kaptak.

## Közlekedése
Kizárólag tanítási munkanapokon közlekedett, a reggeli csúcsidőben kétszer, a délutáni csúcsidőben háromszor.

## Útvonala
| Vasútállomás → Városháza → Brenner Tóbiás körút → Váci Mihály utca → Vasútállomás |
| --- |
| Vasútállomás – Szelestey László utca – Vörösmarty Mihály utca – Szent Márton utca – Thököly Imre utca – II. Rákóczi Ferenc utca – Szent Flórián körút – Károly Róbert utca – Szent Gellért utca – Körmendi út – Brenner Tóbiás körút – Jókai Mór utca – Bartók Béla körút – Rohonci út – Szűrcsapó utca – Paragvári utca – Dr. István Lajos körút – Horváth Boldizsár körút – Bocskai István utca – Semmelweis Ignác utca – Vasút utca – Vasútállomás |

## Megállói
Az átszállási kapcsolatok között a 2A, 2C, 20A, 29A és 29C buszok nincsenek feltüntetve.
| 0  | Vasútállomás induló végállomás       |                                                                    | Szombathely Helyi autóbusz-állomás, Éhen Gyula tér                                                                                                   |
| 2  | 56-osok tere (Vörösmarty utca)       | 3H, 6, 6H, 7, 9, 10H, 12, 21, 21A, 22, 25, 27, 27A, 30Y            | Vámhivatal, Földhivatal, Államkincstár, Gyermekotthon                                                                                                |
| 4  | Aluljáró (Szent Márton utca)         | 5H, 6, 7, 10H, 12, 21, 27, 27A, 30Y                                | Borostyánkő Áruház, Vásárcsarnok, Vízügyi Igazgatóság                                                                                                |
| 6  | Városháza                            | 5H, 6, 7, 9, 10H, 12, 21, 27, 27A, 30Y                             | Városháza, Fő tér, Isis irodaház, Okmányiroda |
| 7  | Batthyány tér                        | 6, 12, 21                                                          | Képtár, Iseum, Zsinagóga, Bartók terem, Zrínyi Ilona Általános Iskola, Horváth Boldizsár Szakközépiskola, Kanizsai Dorottya Gimnázium, Batthyány tér |
| 8  | Rákóczi utcai iskola                 | 6, 12, 21                                                          | Zrínyi Ilona Általános Iskola Rákóczi utcai épülete, ÉGÁZ                                                                                            |
| 10 | Szent Flórián körút 33.              | 6, 6H, 8H, 12, 21                                                  | Gazdag Erzsi Óvoda |
| 11 | Waldorf iskola                       | 4H, 6, 6H, 8H, 12, 21, 23                                          | Apáczai Waldorf Általános Iskola, Fiatal Házasok Otthona, Savaria Plaza                                                                              |
| 13 | Szent Gellért utca 64.               | 4H, 6, 6H, 8H, 12, 21, 23                                          | |
| 16 | Savaria Plaza                        |                                                                    | Savaria Plaza, Szalézi tér, Szalézi templom, Jáki úti rendelő, Apáczai Waldorf Általános Iskola, Fiatal Házasok Otthona                              |
| 17 | Tóth István tér                      | 7                                                                  | Bagolyvár |
| 18 | Nyugdíjasok Otthona                  | 7                                                                  | Nyugdíjasok Otthona, Kálvária, Szent István park, Bagolyvár                                                                                          |
| 19 | Szent István park                    |                                                                    | Garda Hotel, Régi víztorony, Pécsi Tudományegyetem Egészségtudományi Kar, Élelmiszeripari és Földmérési Szakképző Iskola                             |
| 20 | Uszoda                               | 22                                                                 | Fedett Uszoda és Termálfürdő, Claudius Hotel, Csónakázótó, Ezredévi park                                                                             |
| 21 | Tófürdő                              | 22                                                                 | Tófürdő, Csónakázótó, Haladás pálya, Kenderesi utcai sporttelep                                                                                      |
| 24 | Órásház                              | 4H, 5, 5H, 9, 10H, 22, 30Y                                         | Órásház, Derkovits Bevásárlóközpont, Bolyai János Gyakorló Általános Iskola és Gimnázium                                                             |
| 25 | Derkovits bevásárlóközpont           | 4H, 5, 5H, 9, 10H, 24                                              | Órásház, Derkovits Bevásárlóközpont, Bolyai János Gyakorló Általános Iskola és Gimnázium                                                             |
| 26 | Derkovits Gyula Általános Iskola     | 4H, 5, 5H, 9, 10H, 24                                              | Derkovits Gyula Általános Iskola |
| 27 | Művészeti Gimnázium (Paragvári utca) | 4H, 5, 5H, 9, 10H, 12, 21, 22, 24, 25                              | Művészeti Gimnázium |
| 30 | Kórház                               |                                                                    | Markusovszky Kórház, Vérellátó, Anunciáták háza, Mentőállomás                                                                                        |
| 31 | Neumann János Általános Iskola       | 5, 30Y                                                             | Neumann János Általános Iskola, Donászy Magda Óvoda                                                                                                  |
| 32 | Semmelweis Ignác utca                | 5, 6, 30Y                                                          | MÁV-rendelő |
| 33 | Vasútállomás érkező végállomás       | 1U, 3H, 5, 6, 6H, 7, 9, 10H, 12, 21, 21A, 22, 23, 25, 27, 27A, 30Y | Szombathely Helyi autóbusz-állomás, Éhen Gyula tér                                                                                                   |